# 데이비드 화이트

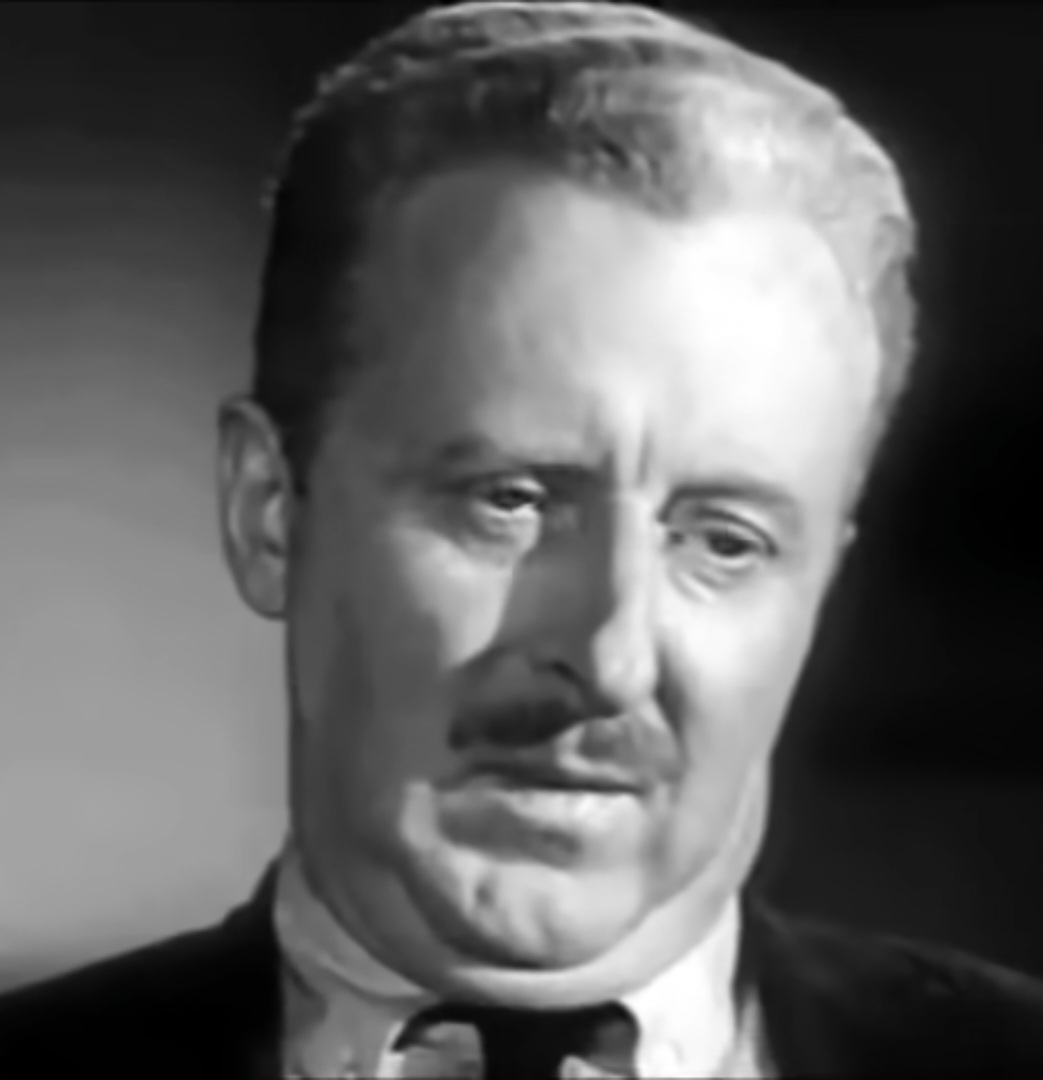

데이비드 화이트(David White, 1916년 4월 4일 ~ 1990년 11월 27일)는 미국의 배우, 연극 배우, 텔레비전 배우, 장교, 영화배우이다.
덴버에서 태어났으며 노스할리우드에서 사망하였다. 사인은 심근 경색이다.  할리우드 포에버 공동묘지에 매장되었다.

## 영화
- 백만장자 브루스터 (1985년) - 조지 그랜빌 역
- 달라스 (1978년)
- 어메이징 스파이더맨 (1977년)
- 해피 후커 2 - 워싱턴 가다 (1977년)
- 형사 Q (1976년)
- 설원 특급 (1972년)
- 아내는 요술쟁이 (1964년)
- 선라이즈 앳 캠포벨로 (1960년) - 미스터 라시터 역
- 아파트 열쇠를 빌려드립니다 (1960년)
- 추격 (1959년)
- 선셋 77번가 (1958년)
- 여신 (1958년)
- 서부의 파라딘 (1957년)
- 페리 메이슨 (1957년)
- 성공의 달콤한 향기 (1957년)
- 빌코 상사 (1955년)
- 스튜디오 원 (1948년)